# Kaique Vergilio
Kaique Vergilio da Silva (San Paolo, 19 gennaio 1996) è un calciatore brasiliano, centrocampista del Bagé.

## Caratteristiche tecniche
È un esterno destro.

## Carriera
Cresciuto nel settore giovanile del Corinthians, nel 2014 passa in prestito al Thespa Gunma dove gioca 19 incontri nella seconda divisione giapponese. Rientrato in Brasile nel 2016, passa al Santos prima in prestito, poi a titolo definitivo, senza però riuscire a debuttare in prima squadra. Gli anni seguenti li trascorre nelle serie inferiori e nei campionati statali, fino al 2020 quando si trasferisce in Uruguay al Fénix.